# Eleoscytalopus psychopompus
Eleoscytalopus psychopompus е вид птица от семейство Rhinocryptidae. Видът е критично застрашен от изчезване.

## Разпространение
Разпространен е в Бразилия.